# فيرادي ماجوس
فيرادي ماجوس (باللاتينية: Pheradi Majus أو Feradi maius) هو موقع أثري تونسي يرجع للحقبة الرومانية، يقع قرب قرية سيدي خليفة في ولاية سوسة، بين مدينتي النفيضة والحمامات.

## التاريخ
يرجع وجود المدينة على الأقل إلى القرن 3 ق م. أصبحت المدينة في رتبة بلدية (Municipe) تحت حكم ماركوس أوريليوس ثم مستعمرة (Colonia)، قبل أن تهجر في القرن 12. تم تحديد اسم المدينة بفضل نص لاتيني لفائدة نبتون أوغسطس وإثباء الخلاص للإمبراطور الروماني أنطونيوس بيوس وموقع من قبل شخصية محلية بارزة تحمل اسم ماركوس باريغبالوس فيراديتانوس ماجوس (Marcus Barigbalus Pheraditanus Majus).

## المعالم الأثرية
المعالم الأثرية الهامة في الموقع شيدت بين نهاية القرن 2 وبداية القرن 3:
- الحمامات التي اكتشفت في 1972 تغطي مساحة 500 متر مربع، وهي تحتوي، كباقي مثيلاتها، على ردهة، مراحيض نصف دائرية، قاعة كبيرة مغطاة بلوحات فسيفسائية، أبوديتاريوم (حجرات تغيير ملابس)، فريجيداريوم (حمامات مياه باردة) معبد بالفسيفساء مع حوض إسطواني، تيبيداريوم (حمامات مياه دافئة) أين يوجد حوض مستطيل وكالداريوم (حمامات مياه ساخنة) ذو حوضين اسطوانيين.
- المنتدى محاط بأروقة على ثلاث جهات. باب المنتدى هو قوس يرتكز على عمودين يتوسطهم محراب يمكن أن يحتوي على تماثيل الآلهة. قبو إحدى المحاريب يحتوى على شارات: جذوع دخن، عشقة وغيرها.
- السوق يمكن أن يشبه بمستطيل غير منتظم يحتوي على فناء محاط برواق معبد.
- النيمفيوم يتكون من ممر جميل مع خمسة أقواس يأوي خمسة أحواض. الماء ينبع من الجزء السفلي من واحد من الأحواض، وحوض سادس أكبر يسمح بإجلاء المياه إلى مبان أخرى مثل الحمامات الحرارية والصهاريج.
- المجمع الديني يقع على تل، واعتبر لمدة طويلة كحصن. يتألف المجمع من عدة معابد شيدت باستعمال كتل كبيرة من الحجارة. لم يبقى منه سوى حجر الأساس الذي يتكون من طابقين من الغرف وقبو، بينما الطابق العلوي الذي اختفى تماما كان يضاء من قبل ثلاثة نوافذ تطل على البحر.

## روابط خارجية
- موقع فيرادي ماجوس على موقع وكالة إحياء التراث والتنمية الثقافية.

## بيبليوغرافيا
- سمير عون الله، Pheradi Maius. Sidi Khlifa (فيرادي ماجوس، سيدي خليفة)، وكالة إحياء التراث والتنمية الثقافية، تونس العاصمة، 2004.
- لوي بوانسو، Pheradi Majus، تقارير أكاديمية التسجيلات والرسائل الجميلة، المجلد 71، العدد 1، 1927، الصفحات 62-65 (اطلع على النص).